# Xysticus elephantus
Xysticus elephantus is een spinnensoort uit de familie van de krabspinnen (Thomisidae).
De wetenschappelijke naam van de soort werd in 1978 gepubliceerd door Hirotsugu Ono.